# Jermolino
Jermolino – miasto w Rosji, w obwodzie kałuskim. W 2010 roku liczyło 10 409 mieszkańców.